# Papyrus Oxyrhynchus 654

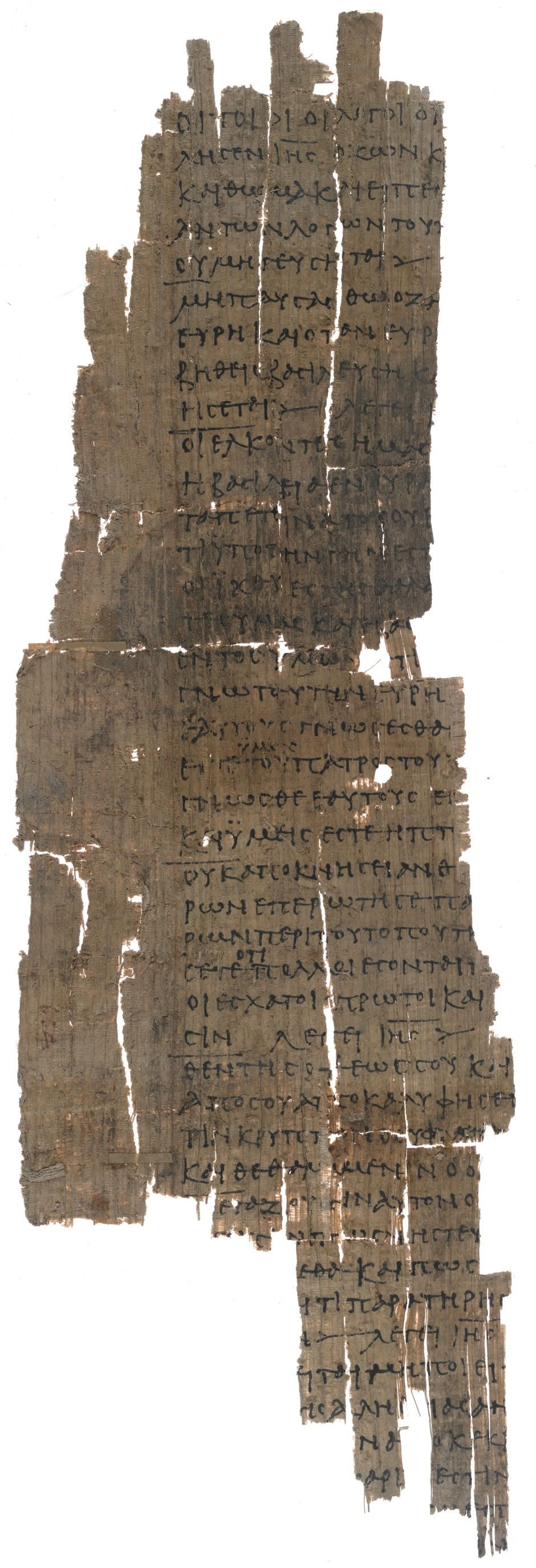
Papyrus Oxyrhynchus 654 (P. Oxy. 654)

Le Papyrus Oxyrhynchus 654 (P. Oxy. 654) est un fragment de papyrus sur lequel figurent quelques logia (paroles) de Jésus écrits en grec. C'est l'un des papyri d'Oxyrhynque découverts par Grenfell et Hunt entre 1897 et 1904 dans la ville égyptienne d'Oxyrhynque. Ce fragment est daté du IIIe siècle. C'est l'un des trois seuls fragments grecs de l'Évangile selon Thomas.

## Description
Le manuscrit a été écrit sur papyrus appartenant à un rouleau. Les dimensions originales de la feuille étaient de 142 mm par 155 mm. Le texte est écrit en lettres cursives d'une main experte. Il utilise le tréma sur la lettre upsilon qui pourraient être deux corrections ultérieures à l'écriture du texte. Le nomen sacrum est écrit de manière abrégée (ΙΗΣ pour Ἰησοῦς, Jésus).
Selon Grenfell et Hunt, qui sont les premiers à avoir identifié ce fragment comme Logia Iesu (« Paroles de Jésus »), le manuscrit original contenait une collection de paroles de Jésus. Ils ont suggéré que le manuscrit original pourrait être une partie de l'Évangile selon Thomas, ou de l'Évangile de Philippe. Cette seconde proposition est regardée comme assez curieuse aujourd'hui, car s'il y a une lacune dans le texte qui ne permet pas de connaître la dénomination complète de l'auteur, malgré cette lacune le nom de Thomas apparaît clairement dans l'incipit du texte. Après la découverte à Nag Hammadi en 1945, de la seule copie complète de l'Évangile de Thomas, cette question a été tranchée puisque celui-ci porte en exergue : « Voici les paroles cachées que Jésus le Vivant a dites et qu'a transcrites Didymos Judas Thomas ».
Ce fragment contient le début de l'Évangile de Thomas (les logia 1 à 7). Grenfell et Hunt ont également découvert deux autres fragments de cet évangile apocryphe : P. Oxy. 1 (en) et P. Oxy. 655 (en).
En 1904, P. Oxy. 654 a été donné au British Museum par la Fondation pour l'exploration de l'Égypte. Le fragment est hébergé au Département des manuscrits de la British Library (Inv. 1531) à Londres,.